# Gnamptonychia orsola
Gnamptonychia orsola är en fjärilsart som beskrevs av Dyar 1910. Gnamptonychia orsola ingår i släktet Gnamptonychia och familjen björnspinnare. Inga underarter finns listade i Catalogue of Life.